# مذبحة وامري
وقعت مذبحة وامري الكبرى في 23 أبريل عام 1997 في قرية وامري الجزائرية بالقرب من مدينة المدية في جنوب الجزائر. وقد تسبب المهاجمون المسلحون بالسكاكين والسيوف والبنادق في مقتل 42 شخصًا - من بينهم 17 امرأة و3 أطفال - في 3 ساعات، وتشويه بعض الجثث وحرقها في بعض الأحيان. وبُقرت بطون النساء الحوامل وانتزعت أطفالهن من أحشائهن. ووقعت مذبحة حوش خميستي في اليوم السابق. وقد أثار العنف إدانة دولية من المسؤولين؛ وأعلن المتحدث الرسمي باسم وزارة الخارجية الأمريكية نيكولاس بيرنز أن «هؤلاء الإرهابيون ... يستحقون توجيه انتقادات وإدانات خاصة من قبل المجتمع الدولي نتيجة لهذه الأعمال الدنيئة»، في حين ذكرت جبهة التحرير الوطني الجزائرية (FLN) أن «هذه الأعمال الهمجية تدينها جميع الأديان والقوانين والأخلاق الإنسانية».
وقد وقعت المذبحة السابقة في العمارية في 22 يناير عام 1997، حيث قتل 23 شخصًا.

## وصلات خارجية
- CNN
- MDO
- التسلسل الزمني